# Barthold Rothmann
Barthold Rothmann, auch Bartold, Bartholomäus, Bartholomeus, (* um 1570 in Bernburg; † nach 1642) war ein Dichter von Figurengedichten und Komponist.

## Leben
Barthold Rothmann war ein Bruder des bekannten Mathematikers und Astronomen Christoph Rothmann und stammt wie dieser aus Bernburg. Bei mindestens einer Gelegenheit hat sich auch Berthold am Hof des Landgrafen Wilhelm IV in Kassel aufgehalten. Barthold kümmerte sich später um seinen kranken Bruder bis zu dessen Tod und gab posthum zwei seiner hinterlassenen theologischen Schriften heraus. Er fungierte auch als Mittler zwischen Christophs Witwe und Landgraf Moritz und bot die astronomischen und mathematischen Schriften zum Kauf an.

## Werk
Obwohl Barthold Rothmann 1602 in einem Brief an Landgraf Moritz angibt, er habe wegen Problemen mit seinen Augen keine formale Ausbildung absolvieren können, tritt er spätestens ab 1618 als Dichter und Komponist in Erscheinung. Seine Spezialität sind Figurengedichte, bei denen der Text in eine zum Inhalt passende geometrische Form gebracht wird. Dabei dedizierte er die Drucke in der Regel potentiellen Geldgebern, wie er dies auch schon bei den herausgegebenen theologischen Schriften seines Bruders getan hatte. Seinen ersten (bekannten) Druck, einen „Willkommen oder Glueckwuendschungs-Becher“ lässt er so mindestens zwei Mal drucken, einmal der Stadt Riga gewidmet (1618) und einmal dem Rat der Stadt Breslau (1619). Das Gedicht in Form eines Bechers wird dabei auch mit Noten für mehrstimmige Musik begleitet. Ganz ähnlich ein Gedicht mit Musik, dessen Text, auf einem Luther-Zitat basierend, mit „Ein fromm Gemahl ist lobens wert“ beginnt und das dem Hochzeitspaar Gustav II Adolf von Schweden und Maria Eleonora von Brandenburg gewidmet ist. Ein Exemplar dieses Drucks fand sich auch an Bord des 1628 gesunkenen schwedischen Kriegsschiffs Vasa. Zwischen 1636 und 1642 schließlich veröffentlichte Rothmann in Danzig weitere, verschiedenen Persönlichkeiten gewidmeten Gelegenheitsdrucke, wiederum in Form von Figurengedichten. Eine „Historia vom Hl. Augustino“ in Form eines Irrgartens und ein „Horologium Pietatis“ in Form einer Uhr tragen weder Ort noch Jahr.

## Werke
- Willkommen || Oder || Glückwündschungs Becher, welchen von Gott ein- || geschenckt fromme Gottfürchtige Christen hier auf Erden, Riga 1618
- Poculum bonae fortunae, Willkommen oder Glueckwuendschungs-Becher. Breslau 1619. Online verfügbar bei der Universitätsbibliothek Breslau.
- Hochzeitlich Gesang/ zu Königlichen Ehren/ | Dem Durchleuchtigsten/ Großmechtigsten/ Hochgebornen | Fürsten vnnd Herrn/ | Herrn Gustaff Adolphen/ der Schweden/ Gothen vnd | Wenden König/ GroßFürsten in Finland/ Hertzogen zu Ehsten vnd Carelen/ Herrn | zu Ingermanland/ etc. Seinem gnedigsten König vnd Herrn/ | Do Jhre Königl. Mayt. den 25 Novemb. des 1620 Jahrs/ mit Deroselben | Hertzallerliebsten Gespons/ | Der Durchleuchtigsten/ Hochgebornen Fürstin vnd Frewlein/ | Frewlein Maria Eleonora/ Gebornen ausz Churfurstlichem Stamm | zu Brandenburg/ in Preussen/ zu Gülich/ Cleve/ Berg/ Stettin/ Pommern/ der Cassuben | vnd Wenden/ auch in Schlesien zu Crossen vnd Jegerndorff Hertzogin/ Burggreffin zu Nürnberg/ Fürstin | zu Rügen/ Greffin zu der Marck vnd Ravenßpurg/ Frewlein zu Ravenstein/ etc. | Ihr Königlich Beylager solenniter celebriret vnd gehalten, Stockholm 1620
- Neuer Irr-Garten oder Historia vom Hl. Augustino / in Reimen verfasset durch Barthold Rothmann, Bernburgensem, o. O., o. J.
- Horologium Pietatis: Zwölff geistliche Betrachtungen : In gute wolklingende Reymen verfasset, So ein frommer Christ bey jedem Glockenschlag ihm täglichen zu Gemüth führen soll, o. O., o. J. Online verfügbar bei der Universitätsbibliothek Erlangen-Nürnberg.